# Panayótis Stamatákis
Panayótis Stamatákis (en grec moderne : Παναγιώτης Σταµατάκης), né à Varvítsa (Laconie) en 1840 et mort à Athènes le 19 mars 1885, est un archéologue grec.

## Biographie
Assistant de l'éphore des Antiquités (1866), il entre en 1871 à la Société archéologique d'Athènes où il protège de nombreuses antiquités.
On lui doit des fouilles en Attique, en Béotie, dans le Péloponnèse, à Delphes et à Délos. Avec Heinrich Schliemann, il participe comme éphore de l'Argolide (1875) aux fouilles de Mycènes (1876). Il travaille aussi à Thèbes, Chéronée (1879-1880) et Tanagra.
Il est le fondateur en 1872 du Musée archéologique de Sparte, ainsi que des musées de Chéronée et de Tanagra. Nommé éphore des Antiquités le 7 septembre 1884, il meurt du paludisme le 19 mars 1885 et est inhumé au premier cimetière d'Athènes. La stèle de sa tombe a été conçue par Wilhelm Dörpfeld mais a disparu lors d'un remaniement du cimetière.

## Travaux
- Epigraphai Tanagras kai Delphôn (Επιγραφαι Ταναγρας και Δελφων), Dèmosieugmata tês Archaiologikês Ephemeridos (Εφημερις Αρχαιολογικη), 1883
- Εκθεσις περι των εν Βοιωτια εργων εν ετει 1882, Πρακτικά της εν Aθήναις Aρχαιολογικής Eταιρείας, 1883, p. 63-74 (Lire en ligne (en grec))